# Konstytucja Księstwa Warszawskiego
Konstytucja Księstwa Warszawskiego – najwyższy akt prawny regulujący podstawy funkcjonowania Księstwa Warszawskiego. Nadana została w Dreźnie 22 lipca 1807 roku przez Napoleona Bonaparte jako "cesarza Francuzów, króla włoskiego, protektora Konfederacji Reńskiej"
Wraz z wprowadzonym równocześnie Kodeksem Cywilnym Napoleona obaliła dawną nierówność stanową. Głosząc zasadę równości wszystkich obywateli wobec prawa (art. 4), likwidowała odrębne sądy na rzecz jednolitego sądownictwa dla wszystkich obywateli kraju. Przy wyborach do Sejmu zapewniała jednak przewagę szlachcie (art. 35). Znosiła wszelkie poddaństwo, w tym poddaństwo chłopów, zapewniając im wolność osobistą; nie podjęto jednak decyzji o ich uwłaszczeniu ani nie zniesiono pańszczyzny (późniejszy dekret z 21 grudnia 1807 potwierdzał wolność osobistą chłopów i swobodę wyboru miejsca zamieszkania, lecz jednocześnie potwierdzał prawo własności dziedziców ziemskich i pozwalał im na usuwanie chłopów z ich ziemi).
Zasady Konstytucji Księstwa Warszawskiego wzorowane były w dużej mierze na ustroju I Cesarstwa Francuskiego. Formalnie suwerennym władcą był król saski (art. 5). Rząd mianowany był i odwoływany przez króla i tylko przed nim odpowiedzialny. Do króla należała inicjatywa ustawodawcza (art. 6), zatwierdzanie ustaw (art. 34) oraz uzupełnianie Konstytucji dekretami (art. 86) i prawo łaski (art. 78). 
Księstwo Warszawskie nie miało odrębnej dyplomacji, polityka zagraniczna należała do uprawnień Ministra Spraw Zagranicznych Saksonii. W Warszawie przebywał stały rezydent (przedstawiciel) Francji, faktycznie kontrolujący polskie władze. Armia Księstwa formalnie podlegała zwierzchnictwu króla saskiego (art. 80-81), lecz faktycznie podlegała dowództwu francuskiemu.
Formalnie Konstytucja obowiązywała do czasu likwidacji w czerwcu 1815 Księstwa Warszawskiego wskutek decyzji kongresu wiedeńskiego, jednak faktycznie jej działanie zostało zawieszone wraz z okupacją Księstwa przez Rosjan od początku 1813 roku.

## Galeria

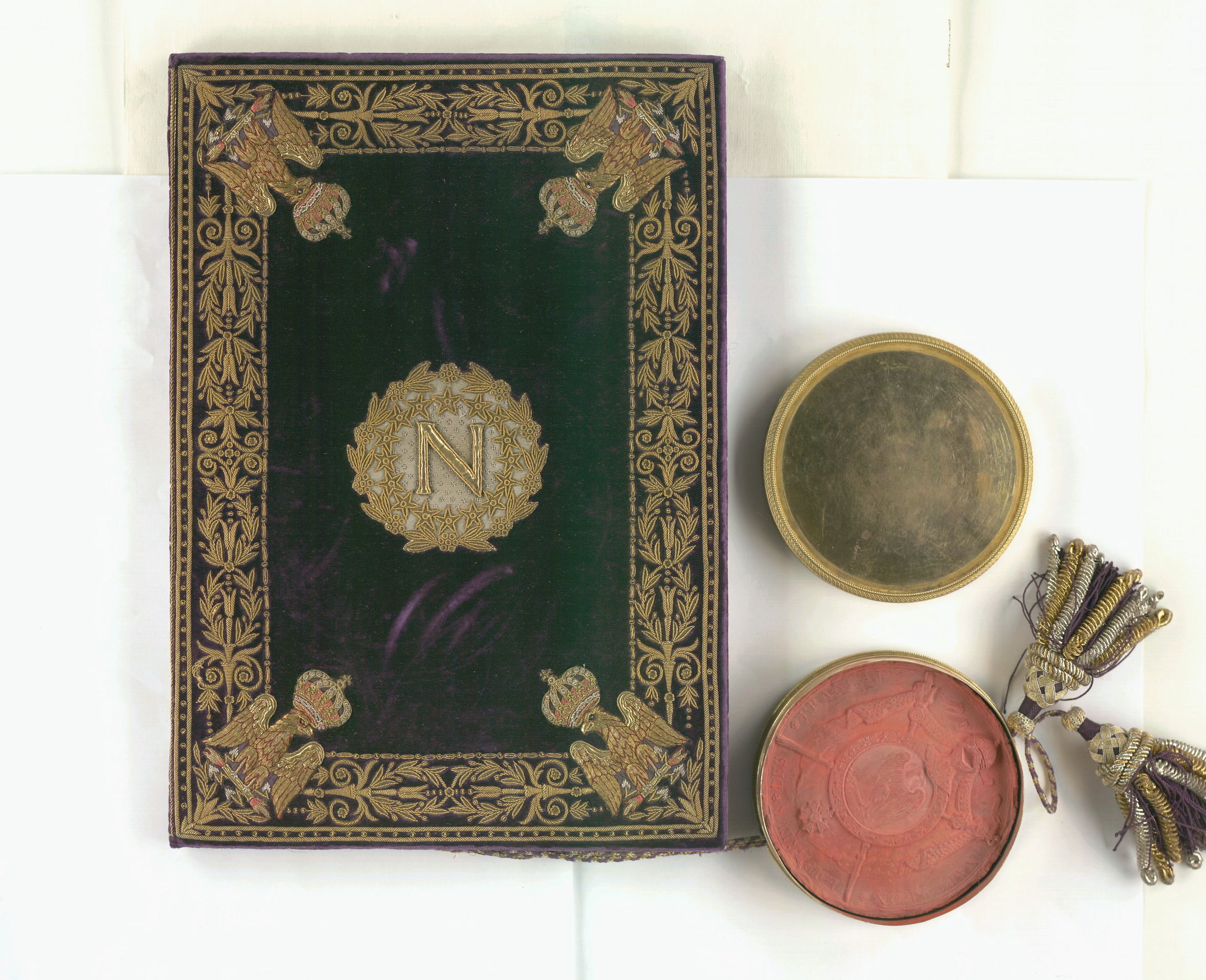
Okładka oryginału Konstytucji z pieczęcią cesarską Napoleona
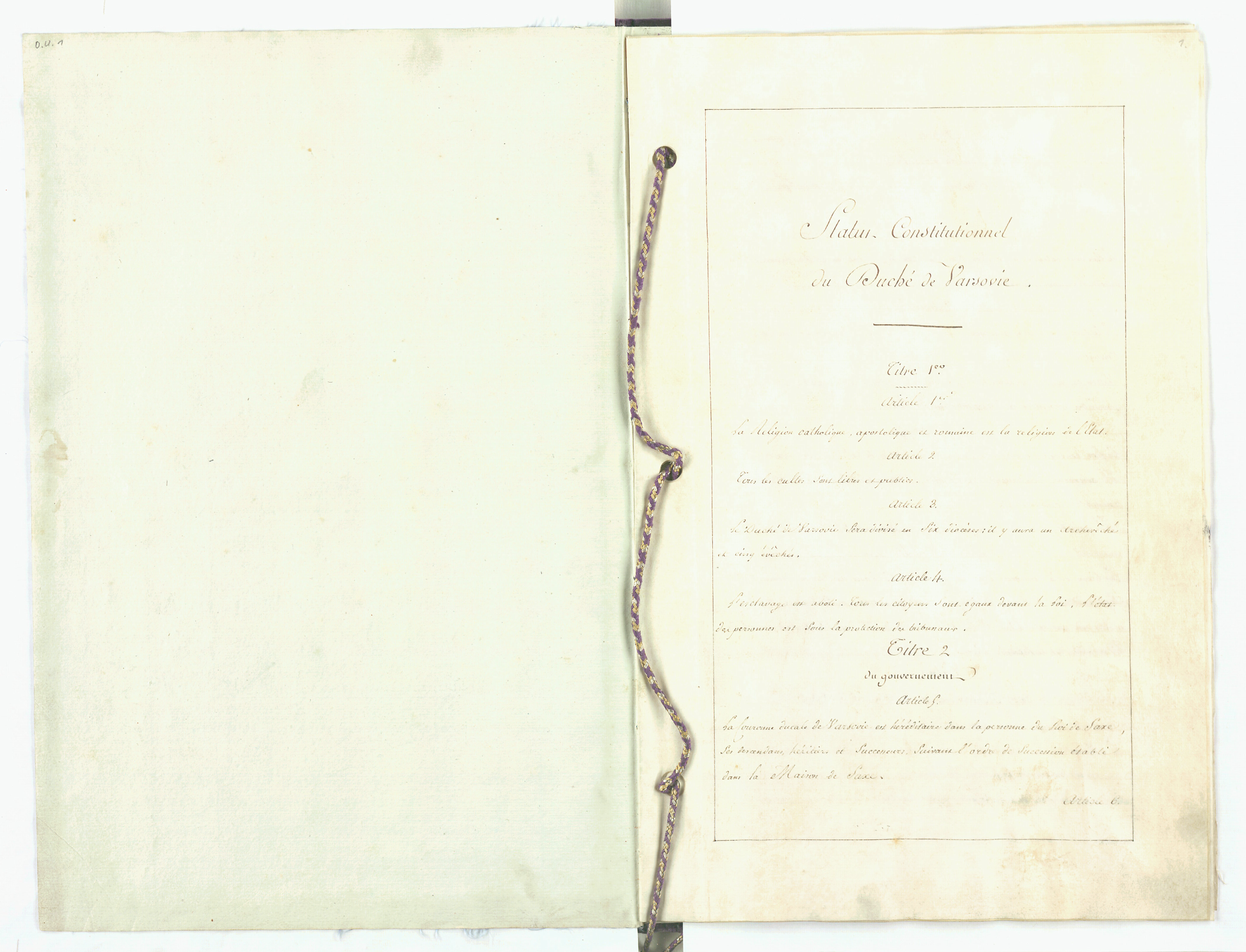
Tytułowa strona oryginału Konstytucji
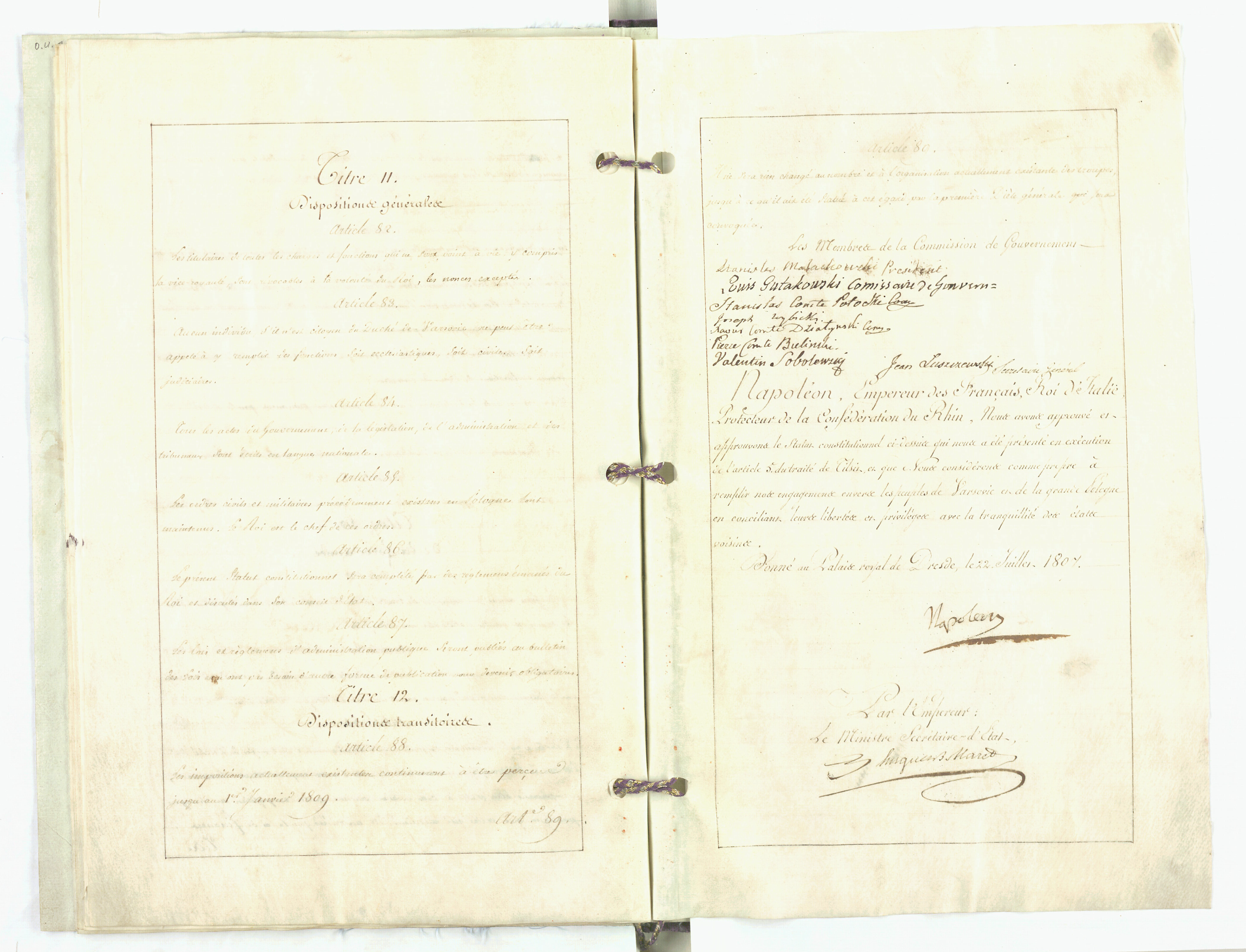
Ostatnia strona oryginału z podpisem Napoleona
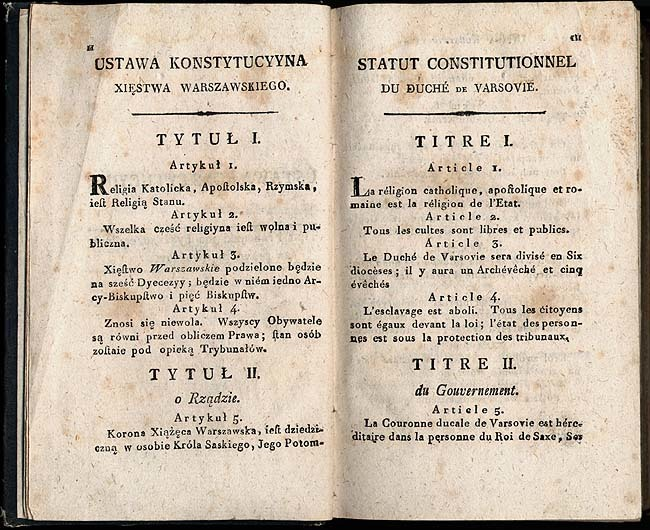
Strona tytułowa pierwodruku (Dziennik Praw, 1808)